# 33056 Ogunimachi
33056 Ogunimachi este un asteroid din centura principală de asteroizi.

## Descriere
33056 Ogunimachi este un asteroid din centura principală de asteroizi. A fost descoperit pe 29 octombrie 1997 la Nanyo de Tomimaru Okuni. Asteroidul prezintă o orbită caracterizată de o semiaxă mare de 2,44 ua, o excentricitate de 0,16 și o înclinație de 2,7° în raport cu ecliptica.